# Lesley-Ann Poppe
Lesley-Ann Poppe (Antwerpen, 7 maart 1979) is een voormalig Belgisch model en televisiepersoonlijkheid, momenteel werkzaam als ondernemer.

## Biografie

### Studies
Poppe studeerde af als Licentiaat Handelswetenschappen aan de Lessius Hogeschool. Daarna behaalde ze verschillende vakdiploma's in de schoonheidsbranche. Sinds 2015 is ze eigenaar van een keten van schoonheidssalons en heeft ze een eigen cosmeticalijn. In 2025 stopte ze hiermee nadat de omzet tegenviel, en leveranciers niet betaald werden.

### Muzikale carrière
In 1994 maakte ze deel uit van de blackmetalband Ecliptica en in 1997 en 1998 van de blackmetalband Opus Nocturnales, maar ze stopte in verband met haar studies. In 2011 startte ze de band B-A-B-E (Blond Ambition Babes) met Tanja Dexters en Griet Vanhees, maar na interne meningsverschillen ging de muziekgroep uit elkaar.

### Modellenwerk en televisiecarrière
In 2008 werd Poppe verkozen tot Misses Globe Belgium. Ze werd bekend met optredens in de televisieprogramma's Komen Eten en De Beste Hobbykok van Vlaanderen. Ook deed ze divers modellenwerk en fotoshoots voor bladen als P-Magazine. Enkele foto's die de fotograaf van P-Magazine nam in intieme sfeer lekten uit op de website Clint, waarna Poppe een proces tegen de website aanspande. Sinds 2010 is Poppe een vaste waarde in de lijst van "De honderd Belgen van het jaar" georganiseerd door Het Laatste Nieuws.
Voor het Playboy-nummer van maart 2012, werd Poppe het gezicht onder de slogan: "Eindelijk helemaal naakt". Deze uitgave kreeg veel media-aandacht en was na een maand volledig uitverkocht. In september 2013 werd ze het gezicht van De Nacht van Exclusief. Het thema was The Great Gatsby. Poppe verscheen in een rode doorkijkjurk op de rode loper. Een maand later was Poppe te zien in het quiz-programma De Slimste Mens ter Wereld op VIER. Hierin bereikte ze de finaleweek. Poppe maakt in het najaar ook haar opwachting in de tv-programma's De Laatste Week, De Parenclub en Stars for Life op Eén, Nonkel Mop op VTM en talloze andere entertainment-programma's. In 2014 was ze te zien in het VTM-programma Beat da Bompaz. In 2016 en 2017 was ze tweemaal te gast in het parodie-programma Tegen de Sterren op.

### Boeken
In september 2011 kwam haar eerste boek uit, Handboek voor Blondines, uitgegeven door Standaard Uitgeverij.
In april 2012 verscheen haar tweede boek Beauty Food, eveneens bij Standaard Uitgeverij. Het boek gaat over de invloed van voeding op het uiterlijk. Beauty Food haalde de Top 10 van Best verkochte boeken in Vlaanderen. In augustus 2012 vertrok Poppe naar de Verenigde Staten om een kookprogramma op te nemen met Pamela Anderson. Ze bezocht ook de Playboy Mansion en dineerde met Hugh Hefner. Een half jaar later verscheen Poppes derde boek Beauty Food 2, het vervolg op de bestseller Beauty Food. Anderson kwam hiervoor naar Vlaanderen om het boek mee te promoten. Sinds juli 2013 heeft Poppe een vaste column over beauty en wellness in het weekblad TV-Familie. Eind oktober 2013 bracht Poppe haar vierde boek uit: De Beauty Bijbel. Om dit boek te promoten verbreekt Poppe het wereldrecord make-up, met 686 make-overs in 24 uren. Het levert haar een plaats op in het Guinness Book of Records. In november 2014 verscheen Poppes vijfde boek Healthy Veggie over gezond en vegetarisch koken.

## Privé
Poppe kreeg uit haar eerste huwelijk een zoon en uit haar tweede huwelijk een zoon en een dochter.
- MusicBrainz: c850b284-21f2-4dcb-a000-a5162b41af16
- Nederlandse Thesaurus van Auteursnamen: 339889861
- Virtual International Authority File: 288182916
- WorldCat: E39PBJrcpF3mM3fBV9Fxyw6xjC